# Korai de l'acropole d'Athènes

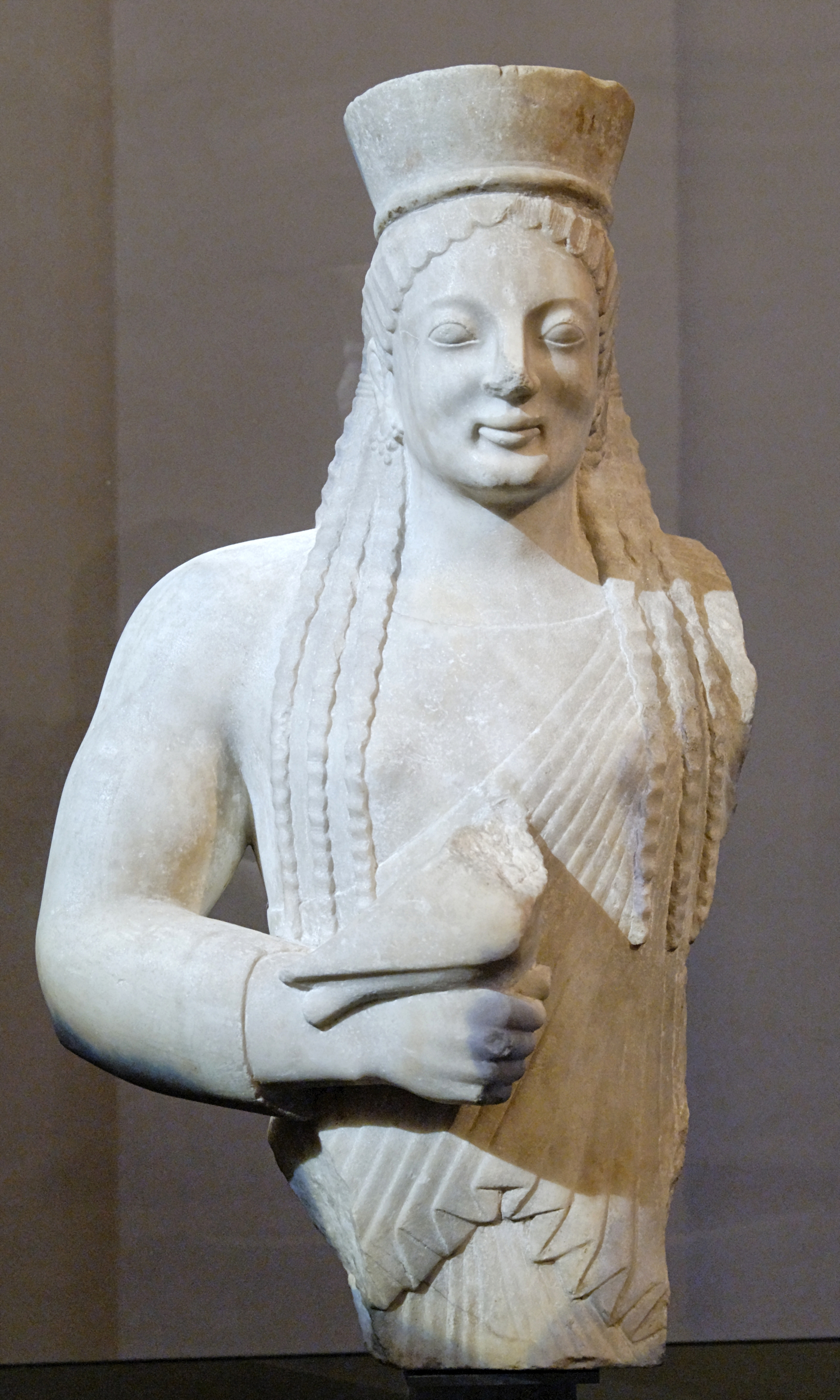
La Coré de Lyon, au musée des Beaux-Arts de Lyon.

Les korai de l'acropole d'Athènes sont un groupe de statues féminines (en grec ancien, singulier : κόρη / korè ; pluriel : κόραι / korai) découvertes dans le « dépôt des Perses » (Perserschutt) de l'acropole d'Athènes au cours du dernier quart du XIXe siècle, toutes de la même typologie et ayant une fonction votive claire. À travers elles, il est possible de retracer l'évolution stylistique de la sculpture attique archaïque pendant près d'un siècle, de 570 à 480 av. J.-C. Cela démontre le début et le développement de l'influence ionienne sur l'art athénien de la seconde moitié du VIe siècle av. J.-C. C'est à cette époque que les éléments ioniens apparaissent pour la première fois dans les œuvres architecturales des Pisistratides et que des liens étroits se développent entre l'Ionie et Athènes. Vers la fin du VIe siècle av. J.-C., on considère que cette influence est vaincue, ou plutôt absorbée, et un nouveau style voit le jour, le style dit sévère, avec une influence croissante du Péloponnèse.

## Description

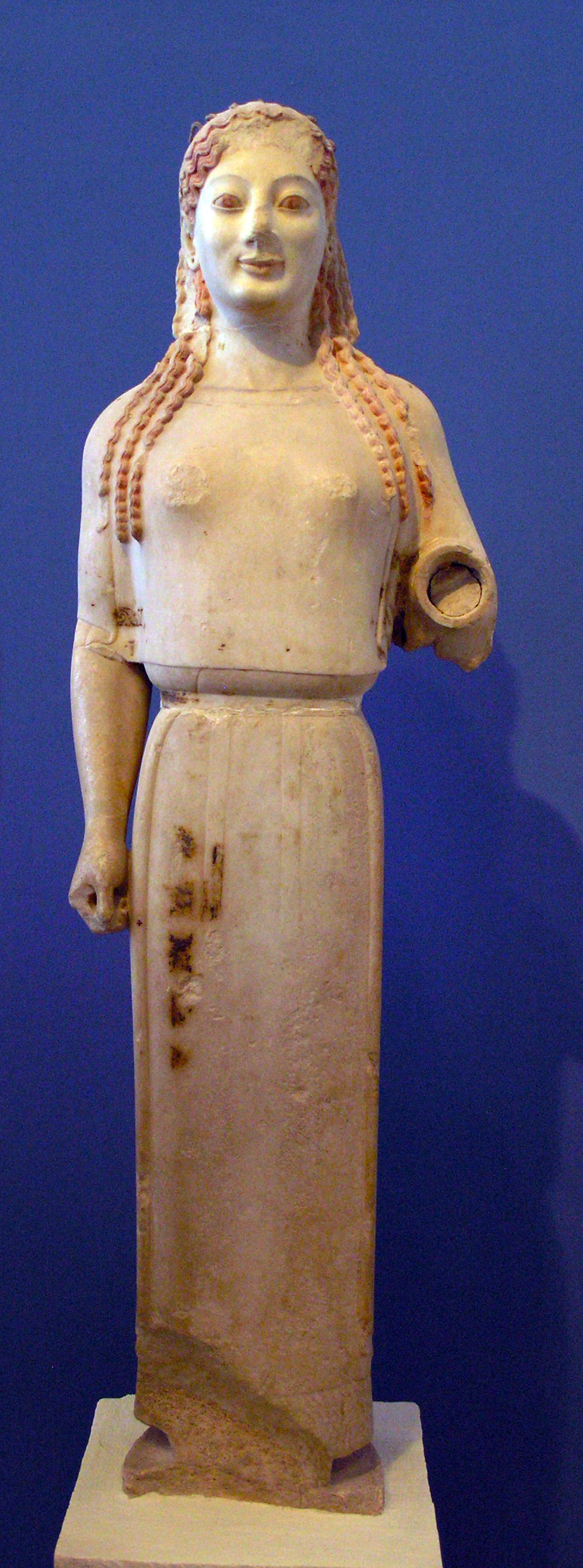
Korè en péplos, vers 530 av. J.-C.

### Jusque vers 530av. J.-C.
Parmi les plus anciennes korai de l'acropole athénienne, on trouve celles inventoriées Acropole 619 et Acropole 677, qui datent de la première moitié du VIe siècle et proviennent respectivement de Samos et de Naxos, tandis que la Coré de Lyon, datant du milieu du siècle, représente le premier exemple d'influence ionienne sur la sculpture attique, ainsi que la première utilisation d'un costume typiquement ionien en Attique. L'Acropole 593 fait partie de la même catégorie.
Le remplacement du costume dorien par le costume ionien a entraîné un changement dans l'ensemble du système formel. La main effectuant l'offrande est détachée du buste pour s'étendre vers l'avant, tandis que le bras à côté d'elle rassemble ses jupes, d'après le modèle des femmes ioniennes, comme le groupe de Généléos. Le changement a été introduit quelque temps avant la korè en péplos (Acropole 679), 10 ou 15 ans environ après la korè de Lyon.
La comparaison des korai attiques des années 530 avec la figure de Léda sur l'amphore d'Exékias au Musée grégorien étrusque est courante. Ce groupe comprend la Korè en péplos et Acropole 678, qui affichent toutefois des tempéraments totalement différents les unes des autres. L’Acropole 669 semble être une figure de transition ; le corps a une structure corporelle proche de celle de l'ancien modèle, mais la taille des yeux est réduite et les canaux naso-lacrimaux sont marqués, comme dans toutes les korai ultérieures. À partir de cette korè, le costume ionien revêt une forme standardisée basée sur la profondeur et le jeu des draperies de l'himation, et sur la représentation ludique du matériau. Ernst Langlotz ne considère pas la combinaison d'éléments anciens et nouveaux comme une justification suffisante pour une datation plus élevée et place cette korè à la fin du siècle, comme l'Acropole 678.

### Après 530av. J.-C.
Les trente dernières années du VIe siècle av. J.-C. se caractérisent par une grande attention portée à la mise en forme du visage et à la décoration des surfaces, particulièrement visibles dans le traitement des cheveux et des vêtements. Un exemple de ceci est l’Acropole 682, qui est comparable aux cariatides du Trésor de Siphnos, ainsi que la tête de l'Acropole 660.
L’Acropole 594, datable des années 510, avec l’épiblème porté sur l'himation, surmonte le dualisme entre la draperie et la forme ci-dessous, comme seul le créateur de la Korè d'Euthydikos parvient à le faire. Sur cette statue, il existe une correspondance particulière entre la taille du vêtement et le corps, ce qui n'annule cependant pas la complexité du dessin de surface.
La korè d'Anténor (Acropole 681) pourrait être considérée comme une interprétation de ce thème par son créateur. La connexion de la statue avec la base inscrite qui identifie le créateur de la statue comme le sculpteur athénien Anténor a été mise en doute, mais c'est en tout cas l'œuvre d'un maître : le traitement des vêtements avec de profondes rainures verticales, alternant avec des éléments horizontaux, ne se trouvent sur aucune des autres figures de l'Acropole.
La korè Acropole 674 est unique dans sa structure corporelle : un cou long et épais et des épaules inclinées contrastent avec une tête un peu lourde. L'expression du visage est soulignée par un nouvel euphémisme dans les détails de la coiffure et des vêtements. Le modelage du visage anticipe, au tournant du siècle, la simplification que l'on retrouve dans la Korè d'Euthydikos et dans la sculpture classique. Le « sourire archaïque » disparaît avec l’Acropole 685, de structure similaire, mais dont la pose est inhabituelle : les deux mains sont tendues avec l'offrande et par conséquent ses vêtements ne sont pas rassemblés et tombent verticalement, suivant la ligne de son corps. Ranuccio Bianchi Bandinelli attribue ces korai à un seul maître, dont il voit également l'empreinte stylistique dans la korè d'Euthydikos et la Tête d'éphèbe blond de l'Acropole.

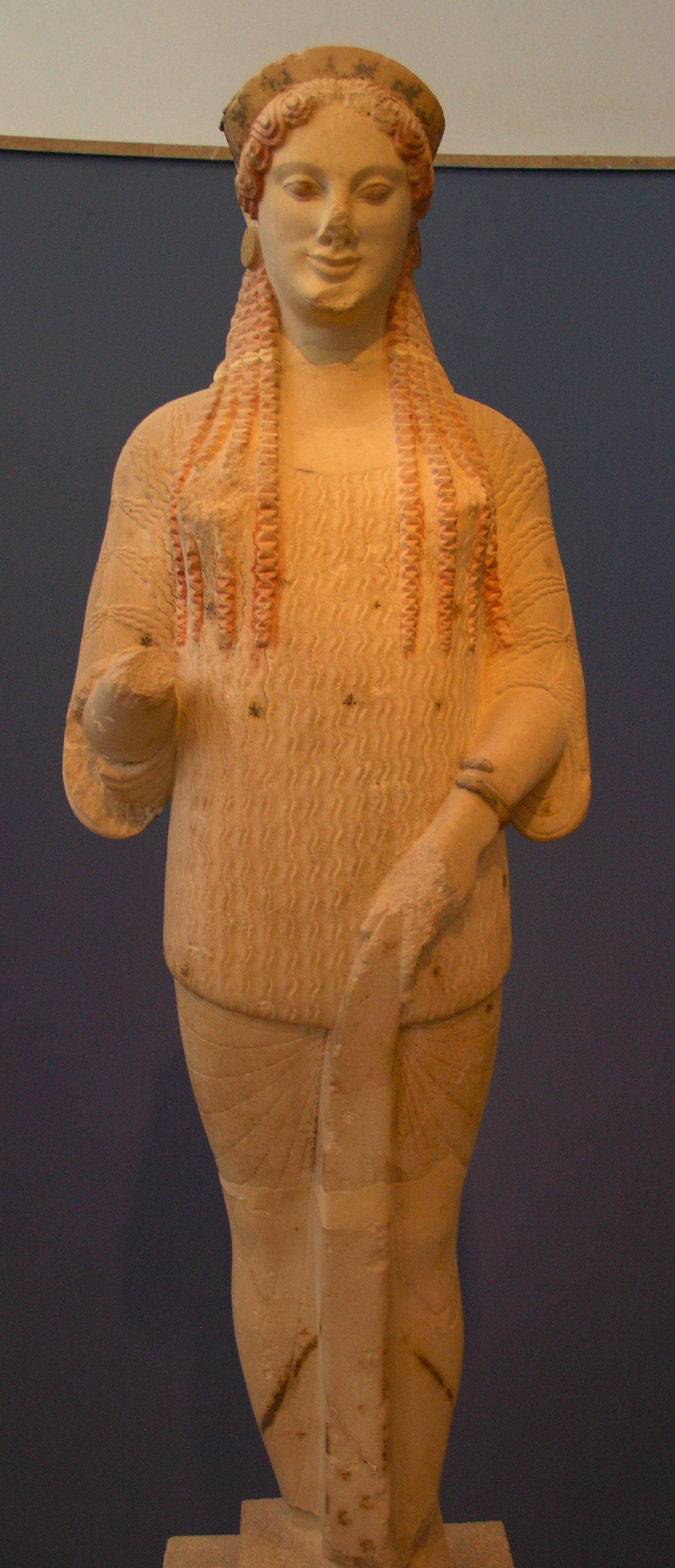
Acr. 670, vers 520 / 500 av. J.-C.

La korè Acropole 670 a également une forme inhabituelle, vêtue uniquement d'un chiton avec une ceinture à la taille qui crée un grand surplomb avec le tissu au-dessus, une mode qui correspond à un ancien motif ionien mais qui est inhabituelle à cette période. La tête Acropolis 643 est l'un des chefs-d'œuvre de la sculpture attique, l'une des très rares têtes féminines à égaler la tête de Rayet et la tête de Sabouroff.
Au début du Ve siècle, la pratique d'offrir des korai comme offrandes votives a commencé à décliner et il n'y a que quelques figures du site qui appartiennent à cette période. La plus ancienne est l’Acropole 684, qui présente une structure imposante et des draperies volumineuses. L'individualité particulière de la tête rappelle l’Acropole 674, mais est encore plus proche de la Koré d'Euthydikos. En raison de sa similitude avec une tête en terre cuite d'Athéna trouvée à Olympie en 1940, elle a été considérée comme l'œuvre d'un artiste du Péloponnèse.

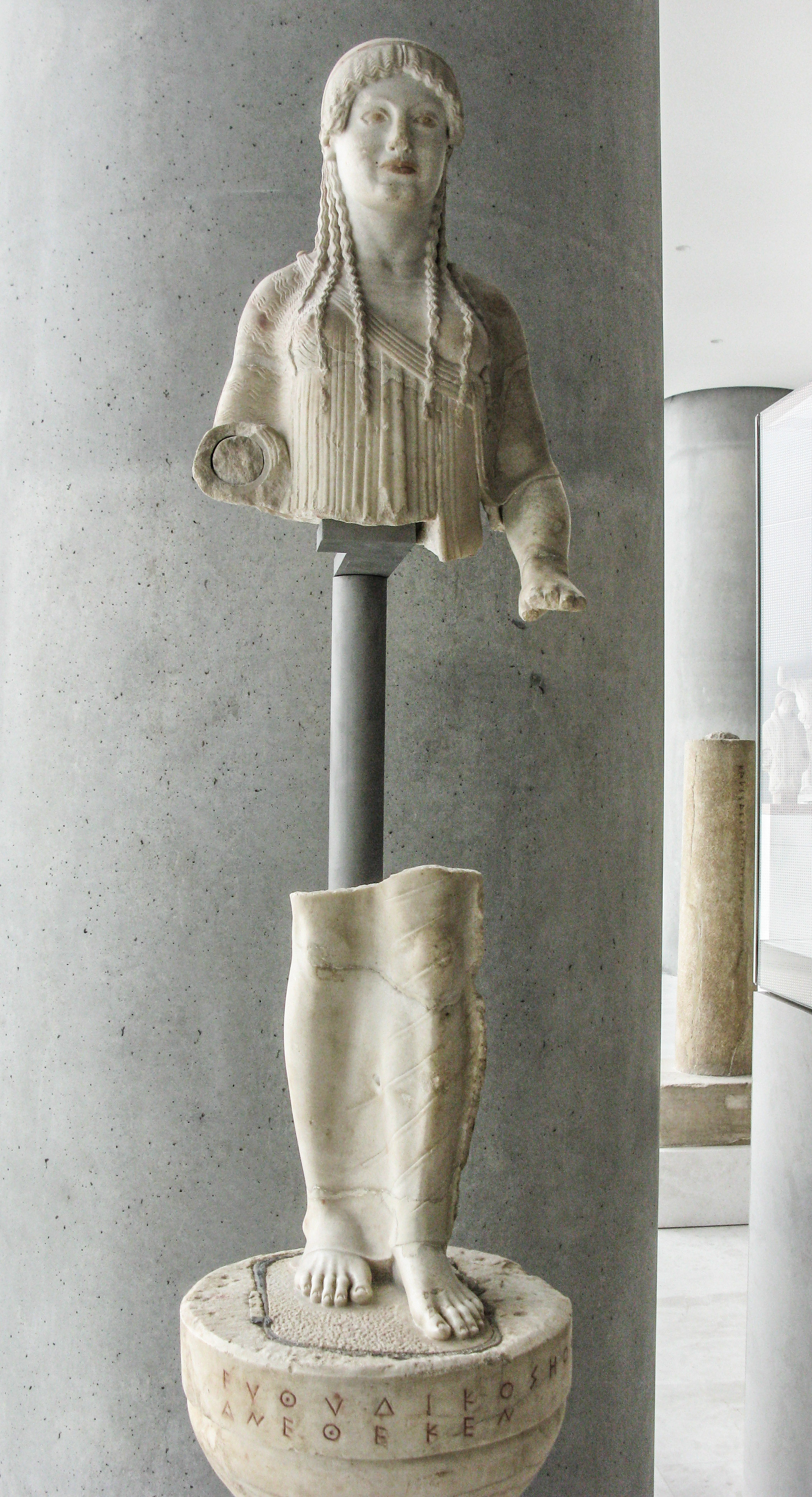
Korè d'Euthydikos

La korè fragmentaire Acropole 696 semble appartenir à la série de l’Acropole 684 et de la korè dédiée par Euthydikos. Le visage a une apparence large et uniforme, la bouche se rapproche de la forme prise par la korè d'Euthydikos et les cheveux sont traités dans un style simple. Les sculpteurs attiques ont commencé à abandonner la décoration de surface complexe qui était utilisée dans la période antérieure. Une nouvelle façon de penser a remplacé l'ancienne et beaucoup des formes caractéristiques de ce nouveau style semblent provenir des bronzes du Péloponnèse, tout comme la korè d'Euthydikos, qui est comparable à l’Éphèbe blond et semble stylistiquement similaire à l'Apollon du fronton du temple de Zeus à Olympie.